# Cyprien Martin
Pour les articles homonymes, voir Martin.
Cyprien Martin (1860-1920) est un fermier et un homme politique canadien.

## Biographie
Cyprien Martin est né le 17 décembre 1860 à Saint-Basile, désormais un quartier d'Edmundston au Nouveau-Brunswick. Son père est René Martin et sa mère est Eléonore Daigle. Il étudie au Collège de Sainte-Anne-de-la-Pocatière. Il épouse Marie-Luce Daigle le 24 janvier 1887.
Il est député de Madawaska à l'Assemblée législative du Nouveau-Brunswick de 1895 à 1899 en tant que libéral. Il est à nouveau député, toujours pour le parti libéral, entre 1903 et 1908. Il est aussi conseiller municipal du comté de Madawaska.